# Iraia Elias
Iraia Elias (Zarautz, Guipúscoa, 2 de desembre de 1980) és una actriu basca. Després d'actuar a diverses obres de teatre independent el 2015 va debutar en cinema amb la pel·lícula basca Amama d'Asier Altuna amb la qual fou nominada al Goya a la millor actriu revelació i a la Medalla del CEC a la millor actriu revelació. Després d'estudiar tècnica teatral a Argentina, el 2018 tornaria al cinema per protagonitzar Oreina de Koldo Almandoz.